# Pommiers (Rhône)
Pour les articles homonymes, voir Pommiers.
Pommiers est une commune française située dans le département du Rhône et la région Auvergne-Rhône-Alpes. Au cœur de 320 hectares de vignes appartenant au vignoble du Beaujolais, ce village accueille de nombreux vignerons et artisans au cœur du dynamisme du village.
La vie associative et les traditions jouent aussi un grand rôle dans l'ouverture du village : Pommiers compte de nombreuses associations artistiques et culturelles, ainsi que beaucoup de clubs sportifs. Les habitants de tous âges se rencontrent périodiquement lors de fêtes traditionnelles, dont la plus connue reste la fête des conscrits.
Le comité de fleurissement, constitué essentiellement de bénévoles, embellit le village de ses compositions florales, ce qui lui vaut chaque année ses trois fleurs au Concours des villes et villages fleuris.

## Géographie
Pommiers se trouve au sud de Villefranche-sur-Saône, dans le Rhône, à proximité de l'autoroute du Soleil.

### Climat
Pour des articles plus généraux, voir Climat d'Auvergne-Rhône-Alpes et Climat du Rhône.
En 2010, le climat de la commune est de type climat océanique dégradé des plaines du Centre et du Nord, selon une étude du Centre national de la recherche scientifique s'appuyant sur une série de données couvrant la période 1971-2000. En 2020, Météo-France publie une typologie des climats de la France métropolitaine dans laquelle la commune est exposée à un climat de montagne ou de marges de montagne et est dans la région climatique  Nord-est du Massif Central, caractérisée par une pluviométrie annuelle de 800 à 1 200 mm, bien répartie dans l’année.
Pour la période 1971-2000, la température annuelle moyenne est de 11,4 °C, avec une amplitude thermique annuelle de 17,5 °C. Le cumul annuel moyen de précipitations est de 862 mm, avec 9,7 jours de précipitations en janvier et 7,1 jours en juillet. Pour la période 1991-2020, la température moyenne annuelle observée sur la station météorologique installée sur la commune est de 12,6 °C et le cumul annuel moyen de précipitations est de 778,0 mm,. Pour l'avenir, les paramètres climatiques de la commune estimés pour 2050 selon différents scénarios d'émission de gaz à effet de serre sont consultables sur un site dédié publié par Météo-France en novembre 2022.
| Mois                                  | jan.             | fév.            | mars           | avril         | mai            | juin         | jui.          | août           | sep.           | oct.            | nov.            | déc.            | année      |
| ------------------------------------- | ---------------- | --------------- | -------------- | ------------- | -------------- | ------------ | ------------- | -------------- | -------------- | --------------- | --------------- | --------------- | ---------- |
| Température minimale moyenne (°C)     | 1                | 1,4             | 4,3            | 7             | 10,7           | 14,3         | 16,2          | 15,9           | 12,3           | 9               | 4,6             | 1,7             | 8,2        |
| Température moyenne (°C)              | 3,7              | 4,9             | 8,8            | 12            | 15,9           | 19,8         | 22            | 21,7           | 17,4           | 13              | 7,6             | 4,3             | 12,6       |
| Température maximale moyenne (°C)     | 6,4              | 8,4             | 13,4           | 17            | 21,2           | 25,3         | 27,7          | 27,5           | 22,6           | 16,9            | 10,6            | 6,9             | 17         |
| Record de froid (°C) date du record   | −11,5 04.01.1993 | −12,9 05.02.12  | −10,3 01.03.05 | −3,9 08.04.03 | 0,3 05.05.1991 | 5,6 04.06.01 | 8 17.07.00    | 7,2 30.08.1998 | 3,5 30.09.1995 | −3,6 30.10.1997 | −9,1 23.11.1998 | −11 30.12.1996  | −12,9 2012 |
| Record de chaleur (°C) date du record | 17,8 10.01.15    | 21,3 24.02.1990 | 25 22.03.1990  | 29,4 25.04.07 | 33,5 25.05.09  | 38 22.06.03  | 40,5 31.07.20 | 40,1 07.08.15  | 34 14.09.20    | 28 04.10.11     | 22,6 03.11.05   | 19,5 16.12.1989 | 40,5 2020  |
| Précipitations (mm)                   | 47,3             | 38,1            | 45,3           | 58,4          | 73,4           | 70,3         | 76,3          | 72,8           | 70,4           | 86,2            | 85,3            | 54,2            | 778        |

## Urbanisme

### Typologie
Au 1er janvier 2024, Pommiers est catégorisée ceinture urbaine, selon la nouvelle grille communale de densité à sept niveaux définie par l'Insee en 2022.
Elle appartient à l'unité urbaine de Lyon, une agglomération inter-départementale regroupant 123  communes, dont elle est une commune de la banlieue,,. Par ailleurs la commune fait partie de l'aire d'attraction de Lyon, dont elle est une commune de la couronne,. Cette aire, qui regroupe 397 communes, est catégorisée dans les aires de 700 000 habitants ou plus (hors Paris),.

### Occupation des sols
L'occupation des sols de la commune, telle qu'elle ressort de la base de données européenne d’occupation biophysique des sols Corine Land Cover (CLC), est marquée par l'importance des territoires agricoles (72,8 % en 2018), en diminution par rapport à 1990 (82,1 %). La répartition détaillée en 2018 est la suivante : 
cultures permanentes (59,8 %), zones urbanisées (21,9 %), prairies (11,8 %), forêts (4,1 %), espaces verts artificialisés, non agricoles (1,2 %), zones agricoles hétérogènes (1,2 %). L'évolution de l’occupation des sols de la commune et de ses infrastructures peut être observée sur les différentes représentations cartographiques du territoire : la carte de Cassini (XVIIIe siècle), la carte d'état-major (1820-1866) et les cartes ou photos aériennes de l'IGN pour la période actuelle (1950 à aujourd'hui).

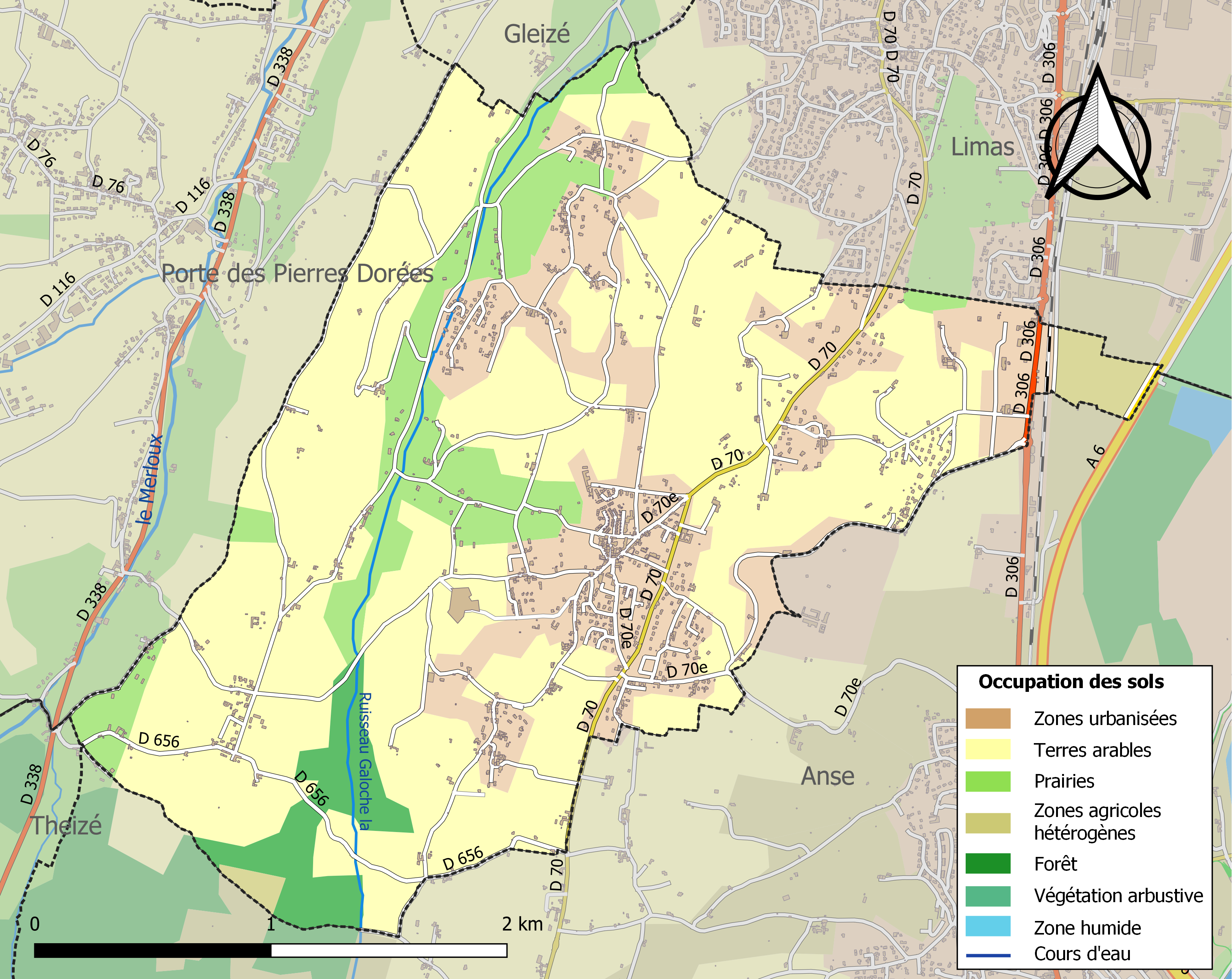
Carte des infrastructures et de l'occupation des sols de la commune en 2018 (CLC).

## Politique et administration

### Rattachements administratifs et électoraux
Pommiers appartient à l'arrondissement de Villefranche-sur-Saône et au canton d'Anse depuis sa création.
Pour l'élection des députés, la commune fait partie de la neuvième circonscription du Rhône, représentée depuis juin 1997 par Bernard Perrut (UDF puis UMP-LR). Ce dernier est réélu lors des élections législatives de 2017.
Sur le plan des institutions judiciaires, la commune relève du tribunal judiciaire (qui a remplacé le tribunal d'instance et le tribunal de grande instance le 1er janvier 2020), du tribunal pour enfants, du conseil de prud'hommes, du tribunal de commerce et du tribunal paritaire des baux ruraux de Villefranche-sur-Saône, de la cour d’appel, du tribunal administratif et de la cour administrative d'appel de Lyon.

### Intercommunalité
Depuis le 1er janvier 2014, date de sa création, la commune appartient à la communauté de communes Beaujolais Pierres Dorées, qui rassemble 34 communes et 52 275 habitants (population légale 2017). Cette intercommunalité est issue de la fusion de quatre communautés de communes dont celle de Beaujolais-Saône-Pierres-Dorées qui a existé de 1995 à 2013 et dans laquelle Pommiers était membre.

### Administration municipale
Le nombre d'habitants au dernier recensement étant compris entre 2 500 et 3 499, le nombre de membres du conseil municipal est de 23.

### Liste des maires
| Période                                  | Période                   | Identité                           | Étiquette | Qualité |
| ---------------------------------------- | ------------------------- | ---------------------------------- | --------- | --- |
| 1790                                     |                           | Jacques Sargnon                    |           | |
| 1800                                     |                           | Antoine Brondel                    |           | |
| 1808                                     | 1815                      | François-Marie Ducreux de Trézette |           | |
| 1815                                     | 1816                      | Claude-Marie Sargnon               |           | Nommé maire |
| 1816                                     | 1816                      | Francois Napoly                    |           | Nommé maire |
| 1816                                     | 1821                      | Claude Audenis                     |           | |
| 1821                                     | 1840 (décès)              | Francois Napoly                    |           | |
| 1841                                     | 1848                      | Jean Audenis                       |           | Propriétaire |
| 1848                                     | 1878                      | Pierre Brondel-Roux                |           | |
| 1878                                     | 1908                      | Jean-Claude Carriez                |           | |
| 1908                                     | 1912                      | Jean Deverrière                    |           | |
| 1912                                     | 1940                      | Jean-Pierre Breton                 | SFIO      | Viticulteur Député du Rhône (1924 → 1928) Conseiller général du canton d'Anse (1922 → 1934)                        |
| Les données manquantes sont à compléter. |                           |                                    |           | |
| 1944                                     | 1945                      | Jean-Pierre Breton                 |           | Viticulteur |
| Les données manquantes sont à compléter. |                           |                                    |           | |
| 1948                                     | mai 1958 (décès)          | Jean Laborbe                       | CNI       | Ingénieur exploitant agricole Député du Rhône (1951 → 1958)                                                        |
| ca. 1977                                 |                           | Henri Laborbe                      |           | |
| avant 1988                               | mars 1989                 | Bruno de Brosses                   |           | |
| mars 1989                                | août 1992 (décès)         | Louis Gibert                       |           | Retraité, ancien administrateur Chevalier de la Légion d'honneur                                                   |
| août 1992                                | mai 2020                  | Daniel Paccoud                     | DVD       | Retraité Président de la CC Beaujolais Pierres Dorées (2014 → 2020) Chevalier de l'Ordre national du Mérite (2017) |
| mai 2020                                 | En cours (au 26 mai 2020) | René Blanchet                      |           | Retraité de l'enseignement agricole                                                                                |

## Démographie
L'évolution du nombre d'habitants est connue à travers les recensements de la population effectués dans la commune depuis 1793. Pour les communes de moins de 10 000 habitants, une enquête de recensement portant sur toute la population est réalisée tous les cinq ans, les populations de référence des années intermédiaires étant quant à elles estimées par interpolation ou extrapolation. Pour la commune, le premier recensement exhaustif entrant dans le cadre du nouveau dispositif a été réalisé en 2006.

En 2022, la commune comptait 2 629 habitants, en évolution de +0,92 % par rapport à 2016 (Rhône : +3,93 %, France hors Mayotte : +2,11 %).
| 1793 | 1800 | 1806 | 1821 | 1831 | 1836 | 1841 | 1846  | 1851  |
| ---- | ---- | ---- | ---- | ---- | ---- | ---- | ----- | ----- |
| 896  | 480  | 839  | 930  | 930  | 935  | 962  | 1 102 | 1 140 |

| 1856  | 1861  | 1866  | 1872  | 1876  | 1881  | 1886  | 1891 | 1896  |
| ----- | ----- | ----- | ----- | ----- | ----- | ----- | ---- | ----- |
| 1 123 | 1 198 | 1 149 | 1 132 | 1 161 | 1 047 | 1 055 | 966  | 1 058 |

| 1901  | 1906 | 1911 | 1921 | 1926 | 1931 | 1936 | 1946 | 1954 |
| ----- | ---- | ---- | ---- | ---- | ---- | ---- | ---- | ---- |
| 1 018 | 978  | 960  | 751  | 817  | 809  | 856  | 906  | 982  |

| 1962 | 1968  | 1975  | 1982  | 1990  | 1999  | 2006  | 2011  | 2016  |
| ---- | ----- | ----- | ----- | ----- | ----- | ----- | ----- | ----- |
| 949  | 1 040 | 1 196 | 1 443 | 1 619 | 1 804 | 2 109 | 2 277 | 2 605 |

| 2021  | 2022  | - | - | - | - | - | - | - |
| ----- | ----- | - | - | - | - | - | - | - |
| 2 657 | 2 629 | - | - | - | - | - | - | - |

## Culture locale et patrimoine

### Lieux et monuments
- Église Saint-Barthélemy attestée par l’abbaye de l'Île Barbe dès 1183, dont le chœur actuel a été reconstruit à partir de 1469.
- Chapelle de Buisante, érigée au XIXe siècle, dominant la vallée de la Saône et offrant une vue imprenable des monts du Beaujolais (photos depuis Limas)
- Patrimoine traditionnel : lavoirs, pressoirs anciens, murets, calvaires…

### Espaces verts et fleurissement
En 2014, la commune obtient le niveau « trois fleurs » au concours des villes et villages fleuris.

### Sport
Le Sentier de grande randonnée de pays Tour du Beaujolais des Pierres dorées traverse le territoire communal.